# Натрошвили, Арчил Георгиевич
Арчил Георгиевич Натрошвили — советский хозяйственный, государственный и политический деятель, доктор сельскохозяйственных наук, профессор, заслуженный деятель науки Грузинской ССР.

## Биография
Родился в 1905 году в деревне Земо Макхана. Член КПСС с 1938 года.
С 1928 года — на хозяйственной, общественной и политической работе. В 1928—1980 гг. — пастух овцеводческого совхоза, старший зоотехник Грузинского овцеводческого центра Отдела животноводства ЦК КП Грузии, научный сотрудник, директор Грузинского научно-исследовательского института животноводства, начальник отдела овцеводства Грузинского научно-исследовательского института животноводства.
За выведение новой породы овец «Грузинская овца» был удостоен Сталинской премии третьей степени в 1949 году.
Избирался депутатом Верховного Совета СССР 3-го и 4-го созывов.
Умер в Тбилиси в 1980 году.